# Franklin Buchanan
Franklin Buchanan (født 13. september 1800, død 11. maj 1874) var en officer i den amerikanske flåde, som blev admiral i den konfødererede flåde under den amerikanske borgerkrig, og havde kommandoen over panserskibet CSS Virginia (Merrimack).
Buchanan blev født i Baltimore i Maryland. Han blev kadet i 1815 og blev forfremmet til kaptajnløjtnant i 1825, kommandørkaptajn i 1841 og kommandør i 1855. 
I løbet af sine 45 år i den amerikanske flåde gjorde Buchanan tjeneste over hele kloden. Han havde bl.a. kommandoen over dampfregatten USS Susquehanna under Commodore Mathew C. Perry's ekspedition til Japan i 1850'erne. 
I 1845-47 var han den første inspektør for De Forenede Staters Flådeakademi (Annapolis), hvorefter han gjorde sig fordelagtigt bemærket i den Mexicansk-amerikanske krig. I 1859-1861 var Buchanan chef for flådeværftet i Washington. Under borgerkrigen sluttede han sig til Sydstaterne.  
Han var kaptajn på panserskibet CSS Virginia (som tidligere hed USS Merrimack) under slaget ved Hampton Roads i Virginia. Han klatrede op på det øverste dæk af Virginia og begyndte at skyde mod land med en karabin mens USS Congress blev beskudt. Han blev snart ramt af en skarpskyttes Minié-projektil i låret. Han kom sig senere over sit sår. Han kom ikke til at føre Virginia mod USS Monitor. Den ære gik til Catesby ap Roger Jones, men Buchanan havde tildelt den amerikanske flåde sit største nederlag indtil Pearl Harbor.
I august 1862 blev Buchanan forfremmet til admiral og sendt af sted for at lede de konfødererede flådestyrker ved Mobile Bay i Alabama. Han førte tilsyn med bygningen af panserskibet CSS Tennessee og var om bord under slaget ved Mobile Bay mod kontreadmiral David G. Farragut's Unionsflåde den 5. august 1864. Han blev såret og taget til fange, og først udvekslet i februar 1865. Han var på sygeorlov da krigen sluttede nogle måneder senere. Efter krigen boede Buchanan i Maryland. Senere blev han forretningsmand i Mobile indtil 1870, hvor han flyttede tilbage til Maryland, hvor han døde den 11. maj 1874. Han ligger begravet på familiegravstedet ved Wye House udenfor Easton, Maryland.
Tre amerikanske destroyere er blevet opkaldt efter Admiral Franklin Buchanan. Inspektørens hus på flådeakademiet United States Naval Academy hedder Buchanan House.

## Eksterne links
- Photos of Buchanan Arkiveret 17. juni 2004 hos  Wayback Machine – fra Naval Historical Center, Washington, D.C.